# Lago General Vintter/Palena
El  lago Palena  o lago General Vintter se ubica en la Patagonia y es compartido por  Argentina y Chile. En Argentina es conocido como General Vintter (o lago Vintter, o General Paz), mientras que en Chile se denomina lago Palena, siendo ambos nombres utilizados a nivel internacional.
Este lago tiene una superficie total de 135 km², de los cuales 83,8 km² pertenecen a la provincia argentina de Chubut y los restantes  51,2  km² se encuentran en la Región de Los Lagos de Chile.
Es un lago glaciar andino, que desagua sus aguas hacia el océano Pacífico a través del río Carrenleufú. Este posee un caudal medio de 94 m³/s.